# オシップ・ガブリロヴィッチ

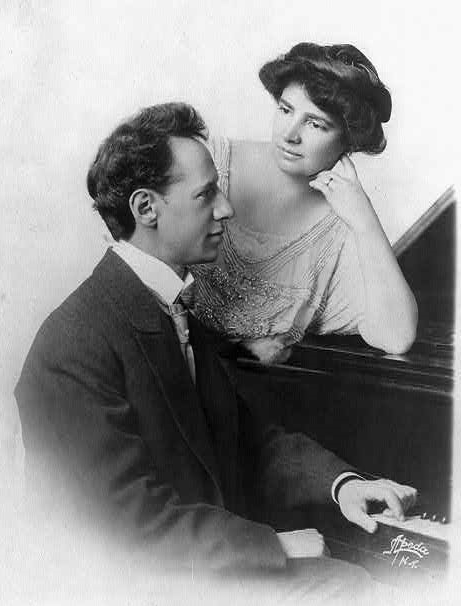
ガブリロヴィッチと妻のクララ

オシップ・ソロモノヴィチ・ガブリロヴィッチ（Осип Сoломонович Габрилович 1878年2月7日 - 1936年9月14日）は、ロシア生まれのアメリカ合衆国のピアニスト、指揮者、作曲家。

## 生涯
ガブリロヴィッチはサンクトペテルブルクに生まれた。サンクトペテルブルク音楽院ではアントン・ルビンシテイン、リャードフ、グラズノフ、メトネルらの下でピアノと作曲を学んだ。1894年の卒業から2年間は、ウィーンでレシェティツキにピアノを師事した。
1905年の7月に、ウェルテ＝ミニョン社の自動ピアノに録音を残したが、これはピアニストの録音としては最初期のもののひとつである。
ガブリロヴィッチは1910年から1914年まではミュンヘン・コンツェルトフェライン（後のミュンヘン・フィルハーモニー管弦楽団）で指揮者を務めた。1917年時点ではまだミュンヘンに在住しており、ポグロム後に収監されている。バイエルンの教皇使節であった司祭エウジェニオ・パチェッリ（後のローマ教皇ピウス12世）の仲立ちにより釈放された彼は、チューリヒ、そしてアメリカを目指した。
アメリカに居を定めたガブリロヴィッチは、1918年にデトロイト交響楽団の音楽監督に就任した。これ以前にもボストン交響楽団から指揮者職の提示を受けていたが、彼は渡米したばかりのラフマニノフを推薦したのであった。彼は指揮者への招聘を承諾するにあたって公演会場の新設を要求したが、これがきっかけとなりデトロイトのオーケストラ・ホールが建設されることになった。
1909年10月6日、ガブリロヴィッチはマーク・トウェインの娘のクララ・クレメンズと結婚するが、これは歌手であった彼女が彼と共にリサイタルに出演したことがきっかけであった。1910年8月18日に彼らの1人娘のニーナ（Nina）が、コネティカット州のストームフィールド（Stormfield）と名付けられたトウェインの家で生まれた。ニーナはトウェインの直系として知られる最後の人物であったが、1966年1月16日にロサンゼルスのホテルで死亡した。彼女は大酒飲みであり、彼女が死亡した部屋からは複数の錠剤と酒の瓶が発見された。彼女の死は自殺と断定されている。
ガブリロヴィッチはいくつか作品を遺しており、それらは主に自分で演奏するためのピアノの小品である。彼は国際的な専門的な音楽の互助団体であるデルタ・オミクロンのナショナル・パトロンであった。1936年、彼は胃癌によりデトロイトに没した。亡骸はクララ、トウェインと同じニューヨーク州、エルマイラのウッドローン墓地、ラングドン・プロット（Langdon plot）に埋葬された。

## 主要作品
- 5つのピアノ小品 Op.1
  - 第3曲「ワルツ・レント」 （1897年頃）
- ガヴォット ニ短調 Op.2
- ピアノ曲 Op.3 
  - 第1曲「カプリース・ブルレスケ」 （1901年頃）
  - 第2局「マズルカ・メランコリーク」
- ピアノのための主題と変奏 Op.4
- メロディ Op.8 No.1
- ロシア風マズルカ「ロシア皇后」 （La Czarina, Mazurka Russe）
- 3つの歌曲 Op.11 
  - 第1曲「Good-bye」 （クリスティーナ・ロセッティ）
  - 第2曲「I love her gentle forehead」 （Richard Watson Gilder）
  - 第3曲「The new day」 （R. W. Gilder 1917年頃）
- 2つのピアノ曲 Op.12
  - 第1曲「エレジー」
  - 第2局「左手のための練習曲」
- 歌曲「Near to thee ...」 ゲーテの詩（クララ・クレメンズ英訳）による （1924年頃）

## 音源
- 1905年7月4日のガブリロヴィッチのウェルテ＝ミニョン社製自動ピアノへの録音：ブラームスの「間奏曲 Op.119-3」 listen[ヘルプ/ファイル]